# Anoura fistulata
Anoura fistulata es una especie de murciélago filostómido endémico de Ecuador Y Bolivia.      Fue descrito en el año 2005.

## Descripción
Tiene una longitud total de unos 6 cm y un peso de unos 12 g; tiene un hocico corto, la cola mide 5 mm de longitud y su uropatagio tiene forma de V invertida. Su nombre específico, fistulata tiene su origen en la palabra latina fistŭla, que significa tubo o canal, debido al labio inferior de este murciélago que se extiende 3,3-4,8 mm más allá del labio superior y está enrollado en forma de tubo. La función exacta de su labio en forma de tubo es desconocida. Su lengua es el doble de larga que la de otras especies del género Anoura y, con 8 cm de longitud (el 150% de la longitud total de su cuerpo), este murciélago tiene la lengua más larga en relación con su tamaño corporal de todos los mamíferos.
Por evolución convergente, esta especie, los pangolines y el oso hormiguero gigante (Myrmecophaga tridactyla), tienen lenguas separadas de su hueso hioides y se extienden a través de la faringe profundamente en el tórax; esta extensión está entre el esternón y la tráquea.

## Alimentación
Se alimenta fundamentalmente de néctar y polen de varias plantas, y complementa su dieta con insectos. La extraordinaria longitud de su lengua podría haber coevolucionado con las largas flores que poliniza, en especial con Centropogon nigricans.

## Distribución
Su área de distribución se restringe a los Andes ecuatorianos, y habita en bosques nubosos montanos a una altitud de 1300-1890 m en las laderas orientales y de 2000-2275 m en las occidentales.